# Phare de Bald Head
Le phare de Bald Head (en anglais : Bald Head Light), connu aussi sous le nom de Old Baldy était le phare côtier le plus ancien encore debout situé sur Bald Head Island près du cap Fear dans le Comté de Brunswick en Caroline du Nord. Il s’agit du deuxième des trois phares construits sur l’île Bald Head depuis le 19e siècle pour aider les navires à franchir les dangereux hauts-fonds situés à l’embouchure de la rivière Cape Fear.
Il est inscrit au Registre national des lieux historiques depuis le 28 avril 1975 sous le n° 75001242.

## Historique
Un site situé du côté ouest de Bald Head Island, le long des rives de la rivière Cape Fear, a été choisi pour le premier phare de Caroline du Nord. Le phare, qui a été activé pour la première fois le 23 décembre 1794, dirigeait la circulation vers la rivière Cape Fear River et le port en expansion de Wilmington, situé en amont. En moins de deux décennies, ce phare a été menacé en raison de la forte érosion de la rive du fleuve. Entre 1813 et 1817, des fonds ont été approuvés pour la reconstruction du phare de Bald Head.
Le phare de remplacement, construit plus à l'intérieur des terres et désormais connu sous le nom de "Old Baldy", a été achevé en 1817. La tour octogonale en brique est recouverte de stuc. L'extérieur était à l'origine blanchi à la chaux, puis peint en blanc. À sa base, la tour a une largeur de 11 mètres et une largeur de 4,34 mètres, tandis que les murs ont une épaisseur de 1,5 mètre à la base et s’effilent à 0,76 m sur le haut. L'escalier rectangulaire menant à l'intérieur de la tour est en pin jaune de Caroline. La salle de la lanterne repose sur l'une des poutres de soutien de la tour, ce qui la rend décalée par rapport au centre de la tour. Old Baldy était à l'origine équipé d'un ensemble de quinze lampes et de réflecteurs et, à mesure que la technologie s'améliorait, il a été équipé d'une lentille de Fresnel de troisième ordre en 1855 et de quatrième ordre en 1903 car le phare s'est rapidement révélé insuffisant, surtout par mauvais temps. Une cloche de brume a été placée près du phare en 1855
Certains problèmes avec le phare provenaient de son emplacement ainsi que sa hauteur et son éclairage inadéquats. Positionné à environ quatre milles de l'extrémité est de l'île et équipé d'une petite lumière, le phare n'a pas réussi à guider les navires au-delà de Frying Pan Shoals (en), en particulier pendant les tempêtes et le brouillard. Un bateau-phare fut donc placé sur les hauts-fonds en 1854.
En 1866, le phare Bald Head a été arrêté après la construction d'un nouveau phare à l'embouchure de la rivière Cape Fear pour remplacer le phare à vis, détruit par les troupes confédérées pendant la guerre de Sécession. Le phare a été rallumé en 1879 avec une petite lumière en haut d'un pieu sur la plage qui a servi de guide à travers le chenal Oak Island.
Les demandes de fonds pour augmenter la hauteur de Old Baldy et installer un objectif de premier ordre plus puissant pour en faire un phare côtier, comme cela avait été fait au phare du cap Hatteras en 1854 et au phare arrière de Tybee Island en 1866, n'ont jamais été approuvées. Au lieu de cela, en 1898, le conseil des phares approuva la construction d'une nouvelle tour à claire-voie en fonte de 56 mètres équipée d'un objectif de premier ordre, le phare de Cape Fear, qui devait être située à l'extrémité sud-est de l'île Bald Head, où elle pourrait marquer les hauts-fonds. Le phare de Cape Fear a servi de phare côtier de 1903 à 1958.
Après la construction du phare de Cape Fear, Old Baldy a continué à servir de phare actif doté d'une lumière fixe blanche de quatrième ordre jusqu'en 1935 et abritait un radiophare jusqu'en 1958. Ce phare était principalement utilisé pour guider les navires dans l'embouchure du Cape Fear River. Après la construction du phare de Oak Island en 1958, Old Baldy et le phare de Cape Fear ont tous deux été mis hors service. Le phare de Cape Fear a été démoli, mais Old Baldy est toujours considéré comme une balise de jour et un symbole de l'île Bald Head. Le phare a été restauré et est ouvert au public.

### Musée
La Old Baldy Foundation  exploite Old Baldy et le Smith Island Museum of History , situé dans une réplique de l’un des logements du gardien de phare des années 1850. Il présente un mobilier d’époque, des artefacts de phare, notamment des lentilles du phare de Cape Fear et des expositions sur l’histoire du vieux Baldy et de l’île.

### Ouragan Fran
Lorsque l'ouragan Fran a frappé la côte sud de la Caroline du Nord le 5 septembre 1996, il restait quelques résidents sur l'île Bald Head. Lorsque la vitesse du vent a dépassé la force des ouragans, certains habitants de l'île ont fui leurs maisons pour chercher un abri à l'intérieur du phare de Bald Head. Le phare a subi des dommages minimes. C'est probablement l'une des structures les plus sûres de l'île. Sa construction en briques et en plâtre a résisté à de nombreuses tempêtes et est maintenant connue pour résister à au moins les ouragans de catégorie 3 .
Identifiant : ARLHS : USA-032 .

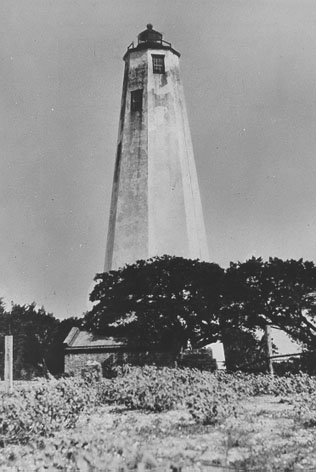
Le phare à l'origine
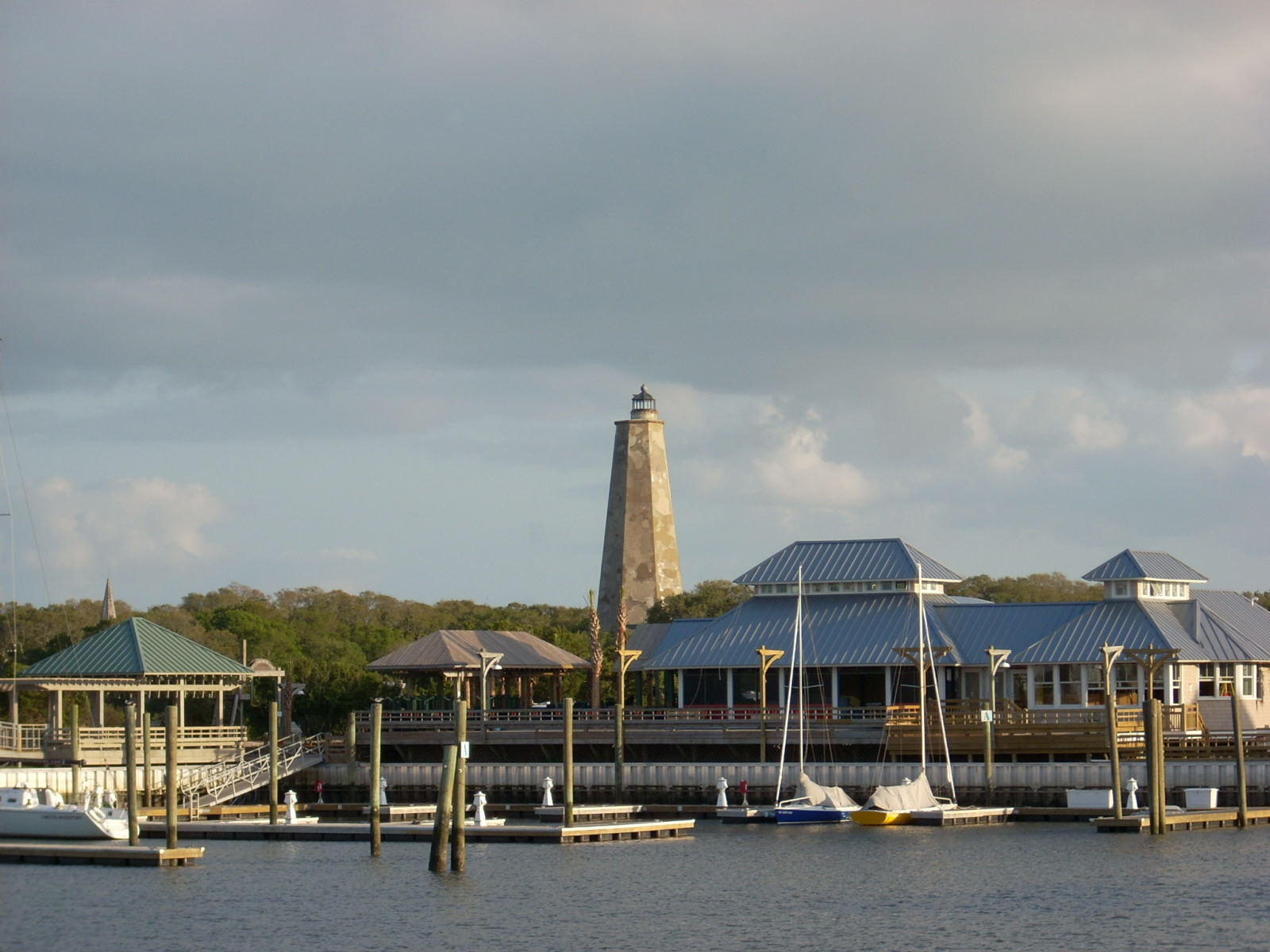
Bald Head Island